# Eric Roberts
Pour les articles homonymes, voir Roberts.
Eric Roberts est un acteur américain, né le 18 avril 1956 à Biloxi (Mississippi). Il débute dans Le Roi des gitans (1978) et Star 80 (1983) mais c'est grâce à son rôle dans Runaway Train (1985) qu'il est révélé mondialement,.
Il s'illustre aussi en tant qu'acteur principal ou invité dans de nombreuses séries télévisées comme Les Feux de l'amour, Oz, ou New York, unité spéciale.
Il prête également sa voix dans des séries d'animation, comme Spawn ou encore La Ligue des justiciers.
Avec plus de 700 rôles et apparitions, il est l'acteur américain le plus souvent présent au générique de blockbusters, films indépendants, films d'animations, téléfilms, séries télés et séries animées, que de courts métrages ou encore de films d'étudiants,,,.

## Biographie

### Enfance
Son père est Walter Grady Roberts (1933-1977) et sa mère est Betty Lou Bredemus (1934-2015), d'ascendance luxembourgeoise.
Eric Roberts est le frère de Julia Roberts, née le 28 octobre 1967 à Smyrna en Géorgie, aux États-Unis, et le père d'Emma Roberts, née le 10 février 1991 à Rhinebeck, État de New York, aux États-Unis.

### Carrière

#### Les années 1970 et 1990
Roberts fait ses débuts dans la série télévisée Another World de NBC, dans le rôle de Ted Bancroft, du 14 février au 17 juin 1977.
Roberts reçoit deux nominations aux Golden Globe Awards pour ses premiers rôles principaux dans King of the Gypsies (1978) et Star 80 (1983). Il est nommé pour l'Oscar du meilleur acteur dans un second rôle en 1985 pour son rôle dans le film Runaway Train pour son rôle de Buck, condamné évadé ; le prix va à Don Ameche pour Cocoon. En 1987, il remporte le Theatre World Award pour son premier spectacle à Broadway, Brûlez tout.
Au cinéma, les rôles principaux de Roberts dans les années 1980 et 1990 comprennent Paul's Case (1980), Raggedy Man (1981), The Pope of Greenwich Village (1984), The Coca-Cola Kid (1985), Nobody's Fool (1986), Best of the Best (1989), By the Sword (1991), Final Analysis (1992), Best of the Best 2 (1993), The Specialist (1994), The Immortals (1995), La Prophétie II (1997), La Cucaracha (1998) et Purgatory (1999).
En 1996, il apparaît dans le film Le Seigneur du Temps dans le rôle du Maître, antagoniste du Docteur. La même année, il joue également dans la version télévisée sous forme de mini-série de In Cold Blood, dans le rôle de Perry Smith ; il est nommé meilleur acteur dans une mini-série ou un film pour la télévision[Quoi ?]. Il joue dans C-16 durant toute la saison 1997-1998 et joue aux côtés de John Ritter dans le film Tripfall en 1998.

#### Les années 2000
Ses projets incluent A Guide to Recognizing Your Saints, DOA: Dead or Alive en 2006, qui reçoit un accueil majoritairement négatif de la critique et peine à rembourser son budget avec une performance médiocre au box-office, faisant de lui un « flop ». Il est également à l'affiche de Royal Kill. Dans The Dark Knight, paru en 2008, il incarne Sal Maroni, un chef de la mafia de Gotham City qui engage le Joker pour tuer Batman et un comptable de la mafia renégat. The Dark Knight est le plus gros succès de l'année 2008, et rencontre un gros succès au box-office mondial et américain. Le 20 février 2009, Warner Bros. annonce que le film a franchi la barre d'un milliard de dollars de recettes, devenant le 4e film de l'histoire à réaliser ce chiffre record d'exploitation,. Par ailleurs, le film reçoit 8 nominations aux Oscars et remporte deux récompenses : l'Oscar du meilleur acteur dans un second rôle à titre posthume pour Heath Ledger et l'Oscar du meilleur montage de son pour Richard King.
Par la suite, Roberts participe à la comédie d'ABC Less than Perfect. Il est apparu dans un épisode des Experts : Miami dans le rôle de Ken Kramer, un meurtrier condamné à mort pour avoir tué un jeune couple. Une autre apparition notable à la télévision est l'épisode Victimes de New York, unité spéciale, dans lequel il joue Sam Winfield, un ancien flic devenu justicier. La même année, il est également invité dans The L Word pour incarner Gabriel McCutcheon, le père de Shane McCutcheon. Début janvier 2007, Roberts joue le rôle du maire de Los Angeles dans la mini-série en deux parties Pandemic.
Roberts donne sa voix au méchant Mongul, ennemi de Superman dans la série animée Justice League, et a repris son rôle dans Justice League Unlimited pour l'épisode For the Man Who Has Everything. Il prête sa voix à Dark Danny dans Danny Fantôme de Nickelodeon. Il apparaît dans la première saison de Heroes dans le rôle de Thompson, un acolyte de Bennet, puis il reprend le rôle dans l'épisode Villains de la troisième saison et dans The Wall de la quatrième saison.
Roberts joue aussi dans de nombreux clips dans les années 2000 et 2010 : en 2002, il incarne un détective du FBI dans le clip de Ja Rule pour sa chanson Down Ass Bitch, ainsi que dans sa « suite » Down 4 U. Roberts apparaît également dans les clips de The Killers pour leurs chansons Mr. Brightside et Miss Atomic Bomb ainsi que dans les clips de Mariah Carey We Belong Together et It's Like That. En 2006, il apparaît dans la vidéo Smack That d'Akon, avec Eminem. En 2007, il joue dans la vidéo Hey You de Godhead.
Il apparaît en tant que panéliste dans le jeu télévisé Hollywood Squares. En février 2009, Mickey Rourke, nommé aux Oscars, qui a joué avec Roberts dans The Pope of Greenwich Village, déclare qu'il espère que Roberts se verrait bientôt offrir un rôle qui ressusciterait sa carrière comme The Wrestler l'a fait pour lui.
Il incarne Seth Blanchard dans de la deuxième saison de la série Starz Crash, à partir de 2009. En 2009, Roberts apparaît dans son propre rôle dans Tree Trippers, un épisode de la saison cinq d'Entourage. Il est dépeint comme un accro aux champignons et à la drogue, qui donne des champignons aux garçons et les rejoint au parc national de Joshua Tree pour qu'ils partent à la découverte du prochain film de Vince.

#### Les années 2010
Il est annoncé, en juin 2010, qu'il rejoindrait la distribution du feuilleton The Young and the Restless de CBS, à compter du 12 juillet. Le mois suivant sort le film d'action Expendables : Unité spéciale, dans lequel il joue le rôle d'un méchant. Le film est réalisé par Sylvester Stallone, qui joue le rôle principal et s'entoure de nombreuses stars du cinéma d'action, dont Jason Statham, Jet Li, Steve Austin, Gary Daniels, Dolph Lundgren, Randy Couture, Terry Crews, David Zayas, Mickey Rourke... Il reste durant ses deux premières semaines en tête du box-office avec un cumul de 72,5 millions de dollars de recettes engrangées, tout en cumulant un total de 171 millions de dollars en dix semaines, pour un budget de 80 millions. Plus tard cette même année, Roberts apparaît aux côtés de Steve Austin et Gary Daniels, ses co-stars de The Expendables, dans Hunt to Kill. En décembre 2010 sort la première de la quatrième saison de Celebrity Rehab avec le Dr Drew, qui rapporte la lutte de Roberts contre sa dépendance à la marijuana médicinale.
Roberts joue le rôle de Ronnie Bullock, journaliste politiquement incorrect, dans le thriller Deadline, en 2012. Il joue le rôle de l'oncle Shadrack, à la tête d'une famille Rrom, dans The Finder, sur Fox, en 2012.
De 2014 à 2015, Roberts joue le personnage récurrent de Charles Forstman dans la série télévisée juridique tragicomique Suits.
En 2015, il joue dans la saison 5 de Lost Girl, une émission de télévision canadienne diffusée sur Showcase, dans le rôle du personnage principal, Bo, le père. Toujours la même année, il est l'un des acteurs principaux du film indépendant Les Chaussures magiques, aux côtés de Vivica A. Fox, John Wesley Shipp et David Deluise, qui est acclamé par la critique,. En 2015, il joue dans la vidéo de Rihanna Bitch Better Have My Money et dans la vidéo de Chris Cornell pour Nearly Forgot My Broken Heart (en).
Roberts apparaît dans la saison 4 de la série télévisée comique à succès Brooklyn Nine-Nine, dans laquelle il incarne Jimmy Figgis.
Par la suite il participe également à la vidéo du titre d'Enrique Iglesias El Baño dans le rôle du barman.
Le 13 novembre 2017, le téléfilm Un mari en cadeau de noël, dont il est la vedette et comprenant également Vivica A. Fox, mais aussi Jackée Harry, est diffusé sur M6.
En 2018, il apparaît dans la troisième saison de l'émission de télé-réalité Celebrity Island with Bear Grylls de UK Channel4, dans laquelle il parvient à passer quatre semaines sur l'île.

#### Les années 2020
En 2020, il joue dans de nombreux films dont Angels Fallen, The Unbreakable Sword, Deported, Collision Earth, Hayalet : 3 Yasam, Reboot Camp et Top Gunner, ainsi que dans le court-métrage acclamé de DC Comics par la critique Pamela & Ivy. Il est également à l'affiche du fan-film Gambit: Playing for Keeps, ayant pour vedette Nick Bateman.
En 2021, Eric Roberts est à l'affiche de quarante projets, ce qui constitue un record. Il prend part au film d’horreur Escape to the cove, suivi du court-métrage acclamé par la critique The Sleepless, apparaît dans le 14e épisode de la 17e saison de la série télévisée Grey's Anatomy, intervient dans la comédie Peach Cobler, est à l’affiche du téléfilm Mommy's Deadly Con Artist, est l’une des vedettes du récit dramatique After masksdu film d’horreur 616 Wilford Lane et de la comédie à succès Mr. Birthday.
En 2022, il est l’une des nombreuses vedettes principales du film Babylon, avec Brad Pitt, Margot Robbie et Tobey Maguire. Pour son premier jour d'exploitation en France, Babylon réussit à se glisser à la seconde place du box-office (avant-premières incluses) avec ses 90 681 entrées, dont 40 632 pour les avant-premières et cumule plus de  63 millions de dollars de recettes pour un budget de 80 millions,. La même année, il obtient un rôle dans le film d'horreur Dawn, aux côtés de Nicholas Brendon.
En 2023, il détient le record du nombre d'apparitions, avec plus de 65 projets. Il apparaît dans le film Sweetwater. Il partage aussi l’affiche du film de guerre Assault On Hill 400, face à William Baldwin et Michael Madsen. Il reprend également du service pour le 3e volet de la saga Top Gunner, intitulé Top Gunner : Battle of the Atlantic, qui sort le 1er septembre 2023 aux États-Unis. Il s’associe aussi avec Joey Lawrence et Jackie Moore dans le film indépendant L’amour avec style. Le 23 novembre 2023, il rejoint John Schneider dans le film de Noël Jingle Smells.
L'année 2024 se voit marquée par le drame Trust in Love. Il poursuit en ayant le rôle principal dans le court-métrage And Now I Lay Me Down, aux côtés de Jane Kaczmarek, qui est acclamé par la critique. Il rejoint le récit de série b d’horreur Amytiville Bigfoot. Il est aussi dans le récit dramatique Aftermath. Il est la vedette du court métrage de science-fiction The Fusion, qui est acclamé par la mondiale. Il continue dans le court métrage Kruz, thriller, récompensé par de nombreux prix. Le  9 février 2024, il est en tête d’affiche du film comique The Private Eyes. Il enchaine avec le projet d’action Snow White and the Seven Samurai. Le 21 Mai 2024, il s’associe à Jean Claude Van Damme et à Shannen Doherty pour Hatch : Protection rapprochée. Il est la star dans le court métrage Perfect Angel. Il côtoie Michael Madsen et Robert Lasardo dans le film de science-fiction Arena Wars. Il apparaît dans le film d’horreur Lumina. Le 1er août 2024, il retrouve Kevin Sorbo et Cuba Gooding Jr. dans le biopic à succès The Firing Squad. Il joue encore dans un récit d’horreur intitulé Down Below. Il s’essaie au registre medieval-fantasy avec Devil’s Knight, comprenant aussi en vedettes Kevin Sorbo et Daniel Baldwin. Il poursuit avec le court métrage dramatique Conditions of release. Il est aussi dans la comédie romantique The Contract. Il continue sa collaboration avec le réalisateur Shawn C. Phillips pour le récit horrifique Desert Fiends. Il termine l’année avec plusieurs films de Noël : Holiday in the Hamptons, The Christmas Chain, Santa’s Cousin, et A Joint Custody Christmas.
Le 27 septembre 2024, il publie sa première autobiographie, Runaway Train: or, The Story of My Life So Far, co-écrit avec Sam Kashbner.En 2024 il participe à la 33e saison de Dancing with the Stars.
En 2025, il est à l’affiche du film The Contract avec Kevin Spacey. 
Roberts est membre Ficore de la SAG AFTRA[Quoi ?] et travaille sur des projets syndicaux et non syndicaux.

### Vie privée
Son père est Walter Grady Roberts (1933-1977) et sa mère est Betty Lou Bredemus (1934-2015), d'ascendance luxembourgeoise.
Ses sœurs, Julia Roberts et Lisa Roberts Gillan, sont également actrices.
Il est le père de l'actrice Emma Roberts qu'il a eue avec Kelly Cunningham ; Il est marié depuis août 1992 à Eliza Roberts.[réf. souhaitée]

## Filmographie

### Cinéma
- 1978 : Le Roi des gitans (King of the Gypsies) de Frank Pierson : Dave
- 1981 : L'Homme dans l'ombre (Raggedy Man), de Jack Fisk : Teddy
- 1983 : Star 80 de Bob Fosse : Paul Snider
- 1984 : Le Pape de Greenwich Village (The Pope of Greenwich Village) de Stuart Rosenberg : Paulie
- 1985 : Coca Cola Kid de Dusan Makavejev : Becker
- 1985 : Runaway Train de Andrei Konchalovski : Buck
- 1986 : Nobody's Fool de Evelyn Purcell : Riley
- 1989 : Un fusil pour l'honneur (Blood Red) de Peter Masterson : Marco Collogero
- 1989 : Best of the Best de Robert Radler : Alex Grady
- 1990 : L'Ambulance (The Ambulance) de Larry Cohen : Josh Baker
- 1991 : Sang chaud pour meurtre de sang-froid (Final Analysis) de Phil Joanou : Jimmy Evans
- 1991 : Par l'épée (By the Sword) de Jeremy Kagan : Alexander Villard
- 1993 : Best of the Best 2 de Robert Radler : Alex Grady
- 1993 : Babyfever de Victoria Foyt et Henry Jaglom : Anthony
- 1993 : La Garce : Reno Adams
- 1994 : L'Expert (The Specialist) de Luis Llosa : Tomas Leon
- 1994 : Love is a Gun de David Hartwell : Jack Hart
- 1995 : The Immortals de Brian Grant : Jack
- 1996 : Le Dernier Anniversaire (It's My Party) de Randal Kleiser : Nick Stark
- 1996 : Public Enemies de Mark L. Lester : Arthur Dunlop
- 1996 : Disjoncté (The Cable Guy) de Ben Stiller : Eric Roberts
- 1996 : Past Perfect de Jonathan Heap : Dylan Cooper
- 1996 : Vengeance froide (Heaven's Prisoners) de Phil Joanou : Bubba Rocque
- 1996 :Power 98 de Jaime Hellman : Karlin Prickett
- 1997 : Wanted : Recherché mort ou vif (Most Wanted) de David Hogan : l'assistant du directeur adjoint Spencer
- 1998 : The Prophecy 2 de Greg Spence : l'Archange Michael
- 1998 : La Cucaracha de Jack Perez : Walter Pool
- 1998 : Ennemis non identifiés (The Shadow Men) de Timothy Bond : Bob Wilson
- 1999 : L'Avocat du mal (en) (Restraining Order) de Lee H. Katzin : Robert Woodfield
- 2000 : La Princesse et le Capitaine (The King's Guards) de Jonathan Tydor : Augustus Talbert
- 2000 : The Beat Nicks : Mack Drake
- 2000 : Cecil B. Demented de John Waters : l'ex-mari d'Honey
- 2001 : Raptor : Jim Tanner (Shérif)
- 2001 : Fast Sofa (de) de Salomé Breziner (en) : Robinson
- 2001 : The Flying Dutchman : Sean
- 2001 : Sol Goode : Mike Neff, un vétéran du vietnam
- 2001 : FBI : Enquête interdite (Mindstorm) : David Mendez
- 2002 : Spun : The Man
- 2002 : Les Loups de Wall Street (Wolves of Wall Street) : Dyson Keller
- 2003 : National Security : Nash
- 2003 : Intoxicating : Teddy
- 2004 : Sledge: The Story of Frank Sledge (Sledge: A Documentary) : le chef de la police
- 2004 : Pilote junior (Junior Pilot) : le coach Davis
- 2004 : Miss Naufragée et les filles de l'île (Miss Cast Away) : Maximus Powers
- 2005 : The Civilization of Maxwell Bright : Arlis
- 2005 : Spit : Jack
- 2005 : Break a Leg : Michael Richard Lange
- 2005 : Sledge: The Untold Story : Police Chief
- 2005 : 4-Bidden : Roman Tobias
- 2005 : Geppetto's Secret : Jack Hammer (voix)
- 2005 : Sister's Keeper : Malikai
- 2005 : Comedy Hell : Le Sheriff
- 2006 : 8 of Diamonds : Charlie Klamanski
- 2006 : Junior Pilot : Coach Davis
- 2006 : Il était une fois dans le Queens (A Guide to Recognizing Your Saints) : Antonio, âgé
- 2006 : Aurora : Mr. Brown
- 2006 : One Way : Nick Swell
- 2006 : DOA: Dead or Alive : Donovan
- 2006 : Zéro Complexe (Phat Girlz) : Robert Myer
- 2007 : Westbrick Murders : John
- 2007 : Blizhniy Boy: The Ultimate Fighter : Ivan
- 2008 : Light Years Away : Dr Howard Melvin
- 2008 : The Dark Knight : Le Chevalier noir (The Dark Knight) de Christopher Nolan : Salvatore Maroni
- 2009 : Groupie : Angus
- 2009 : Locked (The Chaos Experiment) de Philippe Martinez : Grant
- 2010 : Expendables : Unité spéciale (The Expendables) de Sylvester Stallone : James Munroe
- 2010 : Sharktopus de Declan O'Brien : Dr Nathan Sands
- 2010 : Hunt to Kill
- 2010 : The Wayshower
- 2010 : Intent
- 2010 : Silver Case
- 2010 : Baby O
- 2010 : Jessy[Lequel ?]
- 2010 : Spreading Darkness
- 2011 : A New York Heartbeat
- 2011 : So This Is Christmas'
- 2012 : Deadline
- 2012 : La Chute Des Empires
- 2012 : Trophy
- 2012 : The Wicked Within
- 2012 : The Cloth'
- 2012 : The Mark: Flight 777
- 2012 : Lovelace
- 2012 : The Hot Flashes
- 2013 : The House Across the Street d'Arthur Luhn
- 2013 : Paranormal Movie
- 2013 : Before I Sleep
- 2013 : Abstraction
- 2013 : Scavenger Killers
- 2013 : Assaut sur Wall Street
- 2013 : Run de Simone Bartesaghi : Jeremiah
- 2013 : The Hot Flashes de Susan Seidelman : Lawrence Humphrey
- 2013 : La Rançon de la gloire (Lip Service) : M. Esposito
- 2013 : A Talking Cat!?! (en) : Duffy (voix)
- 2014 : Skin Traffik
- 2014 : The Human Centipede III (Final Sequence)
- 2014 : Wrong Cops de Quentin Dupieux : Bob
- 2014 : Spreading Darkness
- 2014 : Cowboys vs Dinosaurs
- 2014 : Six Gun Savior
- 2014 : Santa's Boot Camp
- 2014 : Inherent Vice de Paul Thomas Anderson
- 2015 : Les Chaussures magiques (Golden Shoes) de Lance Kawas : Franck
- 2016 : Maximum Impact d'Andrzej Bartkowiak
- 2017 : The Institute de James Franco : Dr Torrington
- 2017 : But Deliver Us from Evil de Joshua Coates : Leigh Warring
- 2017 : The Reliant : M. Jones
- 2017 : Ayla : La Fille de la guerre : Coulter
- 2018 : Anatomy of an Antihero 4 redemption  : Brooke
- 2018 : Frank and Ava : Harry Cohn
- 2018 : Lone Star Deception : Bill Sagle
- 2018 : Homie Alone : Detective Jack Boudin
- 2018 : Du miel plein la tête (Head full of honey) de Til Schweiger : Dr Holst
- 2020 : Top Gunner de Daniel Lusko : colonel Herring
- 2020 : Asteroid-a-Geddon de Geoff Meed : Général Quinn
- 2021 : Mr. Birthday : Rick
- 2021 : Un quartier totalement wouf! de Alex Merkin : Bill
- 2022 : Babylon de Damien Chazelle : Robert LaRoy
- 2023 : Sweetwater de Martin Guigui : Judd
- 2023 : Jingle Smells de Daniel Lusko : Marty Grevell
- 2025 : The Contract de Massimo Paolucci : Giuseppe

### Télévision

#### Téléfilms
- 1980 : Paul's Case : Paul
- 1983 : Miss Lonelyhearts : Miss Lonelyhearts
- 1986 : Mort en eau trouble (Slow Burn) : Jacob Asch
- 1988 : To Heal a Nation : Jan Scruggs
- 1990 : The Lost Capone : Al Capone
- 1991 : Un homme fatal : Frank
- 1991 : Vendetta: Secrets of a Mafia Bride : Sean McLeary
- 1992 : Fugitif au Texas (Fugitive Among Us) : Cal Harper
- 1993 : Voyage : Gil Freeland
- 1993 : Love, Honor and Obey: The Last Mafia Marriage : Bill Bonanno
- 1995 : Saved by the Light : Dannion Brinkley
- 1996 : Dark Angel : Walter D'Arcangelo
- 1996 : Le Seigneur du Temps (Doctor Who) : le Maître/Bruce
- 1996 : Coup de sang de Jonathan Kaplan : Perry Smith
- 1997 : L'Odyssée (The Odyssey) : Eurymachus
- 1999 : Heaven's Fire : Dean McConnell
- 1999 : Le Manipulateur (Lansky) : Ben Siegel à 40 ans
- 1999 : Tueur en cavale Tony Lazorka
- 1999 : Purgatory : Blackjack Britton
- 2000 : Sanctimony : le lieutenant
- 2000 : L'Homme traqué (Race Against Time) : James Gabriel
- 2001 : SOS Vol 534 (Rough Air: Danger on Flight 534) : l'officier supérieur Mike Hogan
- 2001 : Walking Shadow : le chef de Police DeSpain
- 2002 : Dérive fatale (Christmas Rush) : Scalzetti
- 2002 : Roughing It : The Foreman
- 2006 : Aux limites de la passion (Fatal Desire) : Joe
- 2007 : Pandemic : Virus fatal (Pandemic) : le maire Dalesandro
- 2008 : Menace sur Washington (Depth charge) : William Krieg
- 2008 : Le Cyclope (Cyclops) : l'empereur Tiberius
- 2010 : Le Droit à l'amour (Class) : Benjamin Sheffield
- 2010 : Un chien à la Maison-Blanche (First Dog) : le président des États-Unis
- 2013 : Six Gun Savior
- 2013 : La Vérité sur mon mari (Assumed Killer) : le chauffeur de taxi
- 2015 : Harcelée par son médecin (Stalked by My Doctor) : Dr Beck
- 2016 : Harcelée par mon médecin le retour (Stalked by My Doctor: The Return) : Dr Beck
- 2018 : Liaison interdite avec mon étudiant (The Wrong Teacher) : le vice-principal Lee Clark
- 2021 : Comment survivre à une fête mortelle (Party From Hell) de Jared Cohn : Peter
- 2021 : Ape vs. Monster de Daniel Lusko : Ethan Marcos
- 2023 : Megalodon: The Frenzy de Brendan Petrizzo : Sharp

#### Séries télévisées
- 1964-1977 : Another World : Ted Bancroft
- 1997 : Oz : Richard L'Italien, un serial killer condamné à mort
- 1997 : C-16 : John Olansky
- 1997 : Spawn : Petey (voix)
- 1998 : South Park
- 2000 : Le Monde des ténèbres
- 2001 : New York, unité spéciale (saison 2, épisode 13) : Sam Winfield
- 2001 : Ondes de choc (épisode Génération Rock : Bob Henry
- 2003 : L.A. Confidential
- 2005 : Les Experts : Miami (saison 3, épisode 23) : Ken Kramer
- 2006 : Heroes : Eric Thompson, Sr
- 2006-2007 : The L Word (3 épisodes) : Gabriel McCutcheon, père de Shane
- 2008 : New York, section criminelle (saison 7, épisode 13) : Roy Hubert
- 2008 : Entourage (saison 5, épisode 5) : lui-même
- 2008 : Crash (saison 2) : Seth Blanchard
- 2009 : Fear Itself (épisode Effrayé) : Harry Siegal / Harry Bender.
- 2010 : Les Feux de l'amour (épisodes 9448, 9459, 9460 et 9461) : Vance Abrams
- 2010 : Chuck : Packard
- 2011 : Burn Notice : Une journée en enfer : Reeds (saison 5, épisode 18)
- 2012 : The Finder : oncle Shadrak
- 2014 : Suits : Charles Forstman
- 2015-2016 : Lost Girl : Hadès
- 2015 : Les Experts (saison 15 épisode final)
- 2016 : Brooklyn Nine-Nine : Coral Palms : Troisième partie :  Jimmy "The Butcher" Figgis (saison 4, épisode 3)
- 2016 : Scorpion : Des vices et des vertus : Mick (saison 2, épisode 18)
- 2017 : Grey's Anatomy : Corde sensible : Robert Avery, père de Jackson (saison 13, épisode 16)
- 2019 : La Reine du sud : Erick Sheldon
- 2021 : Grey's Anatomy : Lève les yeux : Robert Avery, père de Jackson (saison 17, épisode 14)
- 2022 : The Rookie: Feds : Josh Reynolds

#### Clips
- 2005 : It's Like That de Mariah Carey
- 2005 : We Belong Together de Mariah Carey
- 2005 : Mr. Brightside de The Killers
- 2007 : Smack That de Akon et Eminem
- 2007 : Down Ass Bitch de Ja Rule et Charli Baltimore
- 2012 : Miss Atomic Bomb de The Killers
- 2014 : Bitch Better Have My Money de Rihanna
- 2015 : Nearly Forgot My Broken Heart de Chris Cornell
- 2018 : El Baño de Enrique Iglesias[58]

#### Télé-réalité
- 2010-2011 : Celebrity Rehab (Celebrity Rehab with Dr Drew) : lui-même (saison 4)
- 2018 : Celebrity Island with Bear Grylls : lui-même (saison 3)
- 2024 : Dancing with the Stars : lui-même (saison 33)

## Distinctions

### Récompenses
- 2020 : Vegas Movie Awards du meilleur duo partagé avec Alan Delabie dans un drame d'action pour Anatomy of an Antihero: Redemption .

En 2021, il est à l'affiche de 40 projets juste pour cette année, ce qui est record dans ce domaine. En 2023, il tient le record, en ayant plus de 65 projets, juste en cette année.
Roberts est, en 2021, l'un des rares acteurs à l'échelle mondiale à être crédités de plus de 700 rôles et apparitions et serait l'acteur américain le plus souvent présent au générique, tant de blockbusters, films indépendants, films d'animations, téléfilms, séries télés et séries animées, que de courts métrages ou encore de films d'étudiants,,,.

### Nominations
- Golden Globes 1986 : Meilleur acteur dans un second rôle pour Runaway Train
- Oscars 1986 : Meilleur acteur dans un second rôle pour Runaway Train

## Voix francophones
En France, Guy Chapellier est la voix régulière d'Eric Roberts. Philippe Vincent et Hervé Jolly l'ont également doublé respectivement à onze et huit reprises.